# The power of passion
The power of passion is het 6de studioalbum van René Froger.
De verwachtingen van de plaat waren zo hoog, dat de plaat al de status had van goud in de voorverkoop doordat er door de muziekhandel 50.000 exemplaren waren besteld voor de geplande release datum.  Datzelfde jaar mocht Froger uit handen van Céline Dion de Edison Awards voor het beste album en de beste zanger nationaal.
De plaat ging uiteindelijk 200.000 keer over de toonbank.
Dat is goed voor dubbel platina.

## Tracklist
1. The passion theme (ouverture)
2. Anytime, anyplace
3. Latley
4. Don't look at me that way
5. Why are you so beautiful
6. Calling out your name (Ruby)
7. Are you happy now
8. Suite: Love hurts/You are everything
9. Hollywood night
10. I remember it well
11. I am a singer
12. The power of passion (epilogue)

## Hitnotering

### The Power Of Passion (album)
| Nummer | 23 | 3  | 2  | 3  | 4  | 5  | 2  | 3  | 4  | 4  | 3  | 3  | 3  | 6  | 6  | 11 | 12  |
| Week   | 18 | 19 | 20 | 21 | 22 | 23 | 24 | 25 | 26 | 27 | 28 | 29 | 30 | 31 | 32 | 33 |     |
| Nummer | 11 | 15 | 21 | 24 | 20 | 22 | 21 | 23 | 24 | 25 | 27 | 28 | 42 | 60 | 81 | 88 | uit |

### Calling Out Your Name (Ruby) (single)
| Nummer | 36 | 24 | 15 | 10 | 9 | 6 | 5 | 5 | 8 | 13 | 22 | 32 |

### Why Are You So Beautiful (single)
| Nummer | 39 | 16 | 13 | 13 | 13 | 16 | 24 | 50 |